# Heike Endemann
Heike Endemann (* 1962 in Duisburg) ist eine deutsche Bildhauerin, die vorwiegend mit Holz arbeitet.

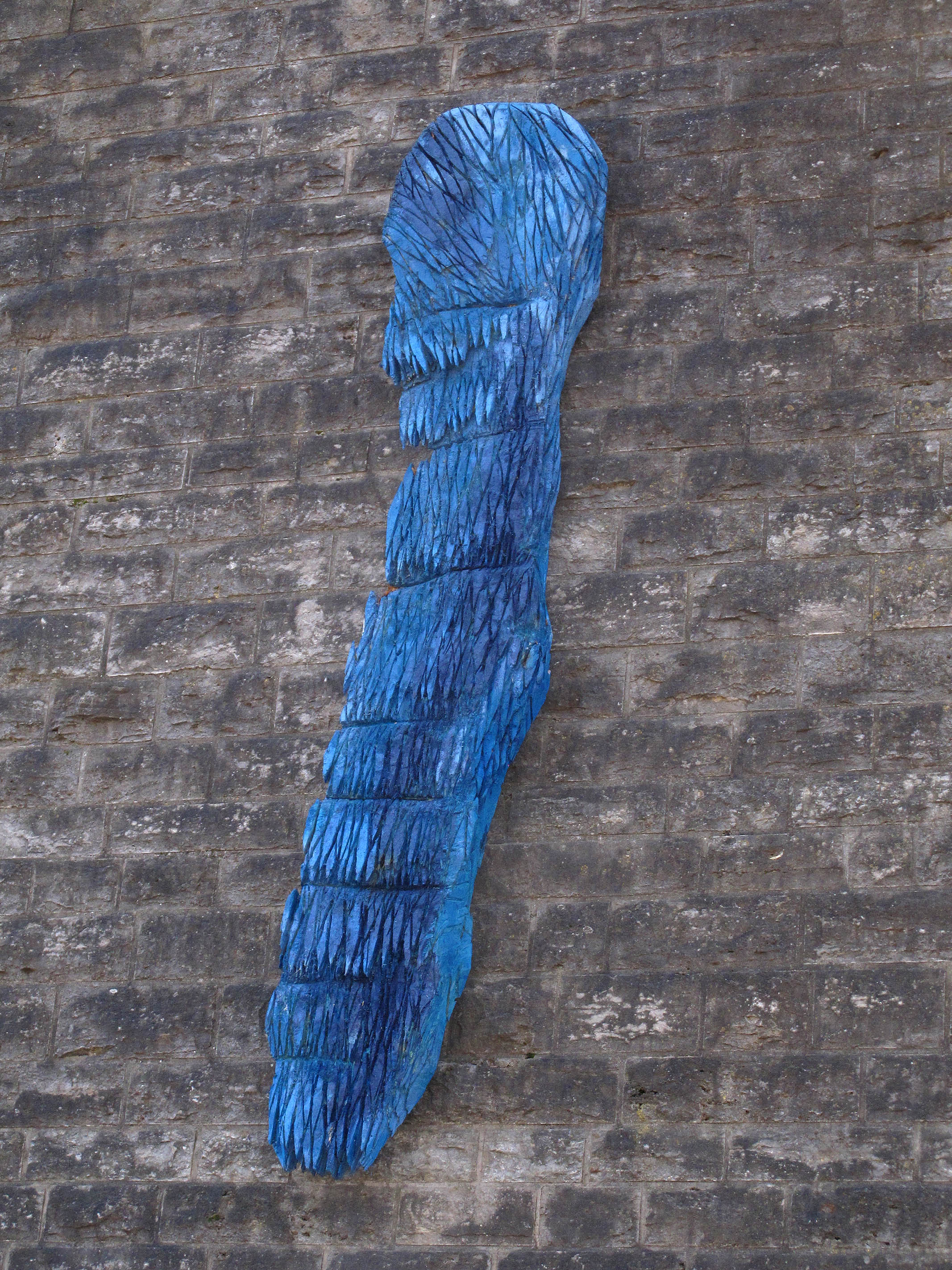
Heike Endemann, Wasser fällt. Horb 2011

## Leben und Werk
Heike Endemann wuchs im Ruhrgebiet auf. Von 1982 bis 1987 studierte sie Biologie an der Universität Konstanz, 1991 promovierte sie im Fachbereich Biochemie. 1992 bis 1995 war sie Post-doc an der Rockefeller University in New York. Zeitgleich begann sie 1992 an der Sculpture School of New York City (heute SculptureCenter; Long Island City) mit der Ausbildung zur Bildhauerin.
Nach ihrer Rückkehr nach Deutschland lebte sie in Freiburg i. Br., wo sie sich 2001 als Bildhauerin selbstständig machte. Seit 2008 lebt und arbeitet Heike Endemann in Radolfzell am Bodensee sowie als Artist in Residence an verschiedenen Werkstattorten.

## Mitgliedschaften

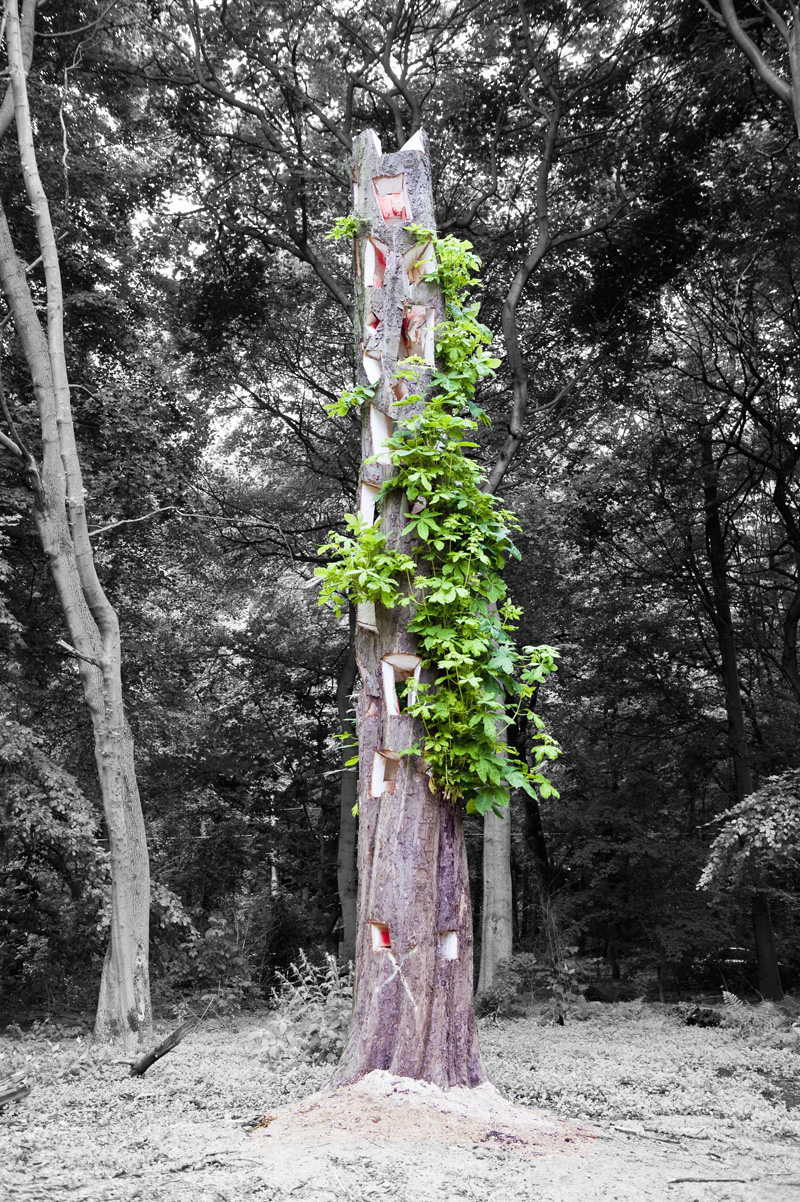
Heike Endemann. Einsichten. Kunst am Baum. Baum Nr. 23, Gelsenkirchen 2015

- Bundesverband Bildender Künstlerinnen und Künstler Südbaden
- GEDOK Freiburg
- Bund freischaffender Bildhauer*innen Baden-Württemberg (1. Vorsitzende seit 2022)
- IG Freie Duisburger Künstler
- Kunstverein Radolfzell e.V.
- Louisville Visual Art Association, LVAA

## Artist in Residence

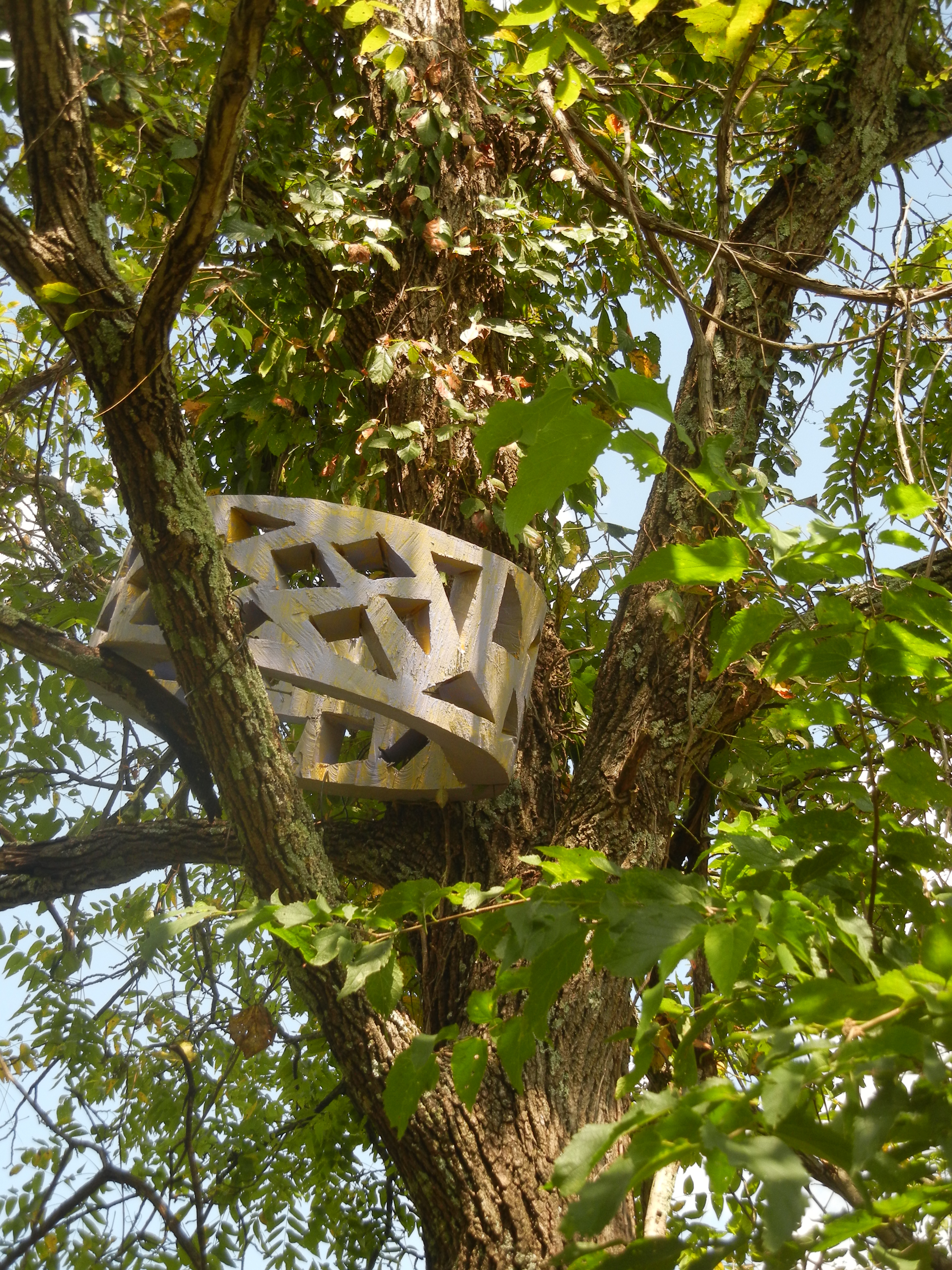
„Insight for Josephine“. 2015, Josephine Sculpture Park, Frankfort, KY

- 2023: Cill Rialaig, Ballinskelligs, Irland
- 2020: Kolin Ryynänen, Koli, Finnland
- 2019: Kunstnarhuset Messen[1], Ålvik, Norwegen
- 2017: Cill Rialaig, Ballinskelligs, Irland
- 2015: Josephine Sculpture Park, Frankfort, Kentucky, USA (Stipendium Kentucky Foundation for Women)
- 2014: Vadsø, Norwegen (Stipendiatin der Finnmark fylkeskommune)
- 2013: Bernheim Arboretum, Kentucky, USA (Einladung der Bernheim-Stiftung)
- 2011: Bernheim Arboretum, Kentucky, USA (Stipendiatin der Bernheim-Stiftung)
- 2010: Kristiansand, Norwegen (Stipendium Agder Kunstnersenter)
- 2010: Atelierhaus Sindelfingen, Deutschland (Uli-Kittel-Stipendium)
- 2007: Art St. Urban, Schweiz (Stipendiatin von Art St. Urban)
- 2005: Neuchâtel, Schweiz (Stipendiatin von Visarte, Schweiz)[2]
- 2004: Kolin Ryynänen, Koli, Finnland (Stipendiatin der North Karelian Artist Society, Finnland)[3][4]

## Werke

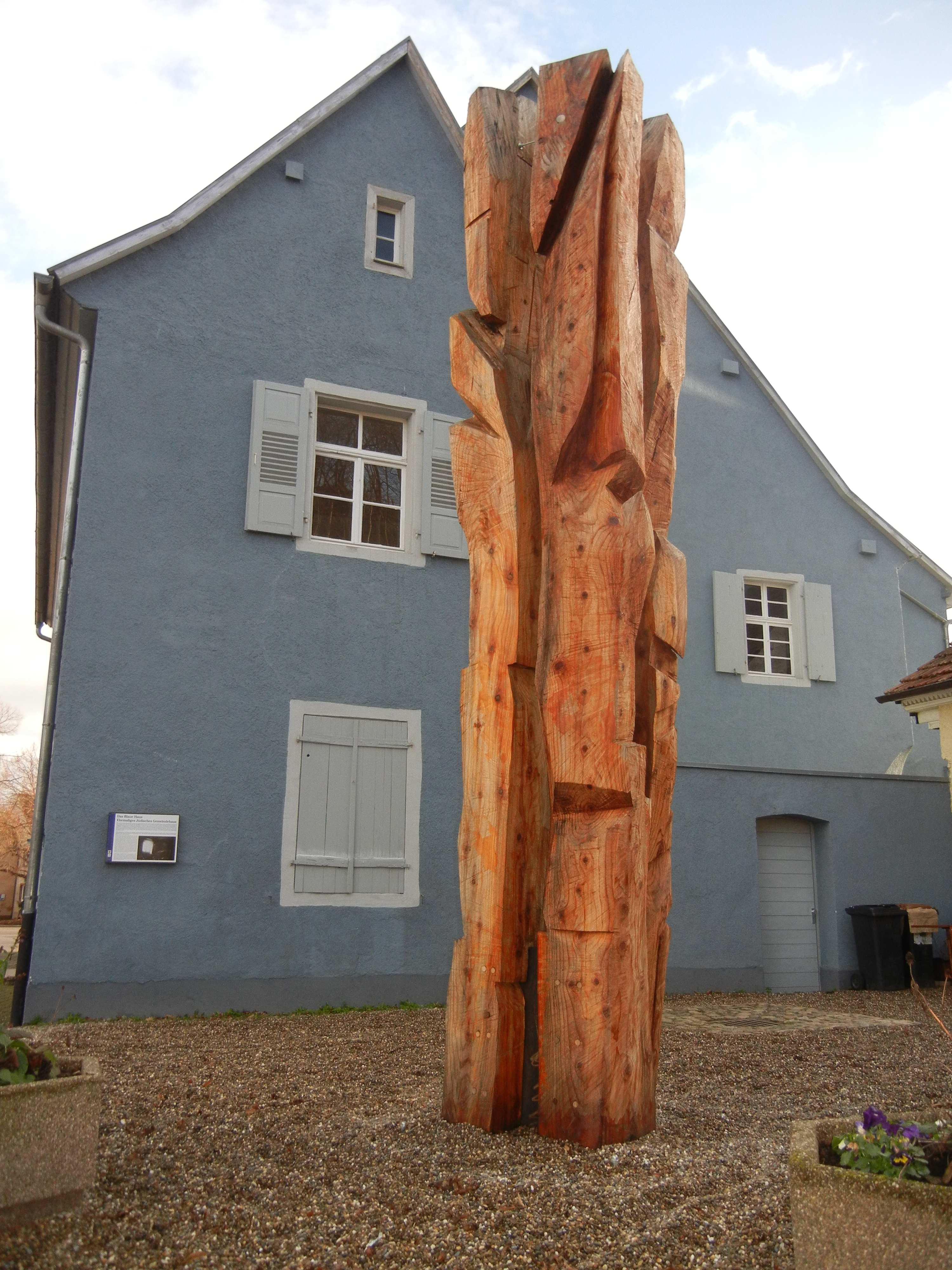
Heike Endemann, Skulptur für das Blaue Haus. Breisach 2013

- Radolfzell, Halbinsel Mettnau. Symposiumsbeitrag, 2022
- Urbach. Urbacher Skulpturenachse, Symposiumsbeitrag, 2019
- Radolfzell. Symposiumsbeitrag, 2019
- Radolfzell. Symposiumsbeitrag, 2017
- Bad Salzhausen. Kunst im Park, Plastische Perspektiven, 2017
- Marbach am Neckar. Symposiumsbeitrag, 2016
- Frankfort, KY, USA. Josephine Sculpture Park. Insights for Josephine, 2015[5]
- Gelsenkirchen. Kunst am Baum, Nr. 23, 2015

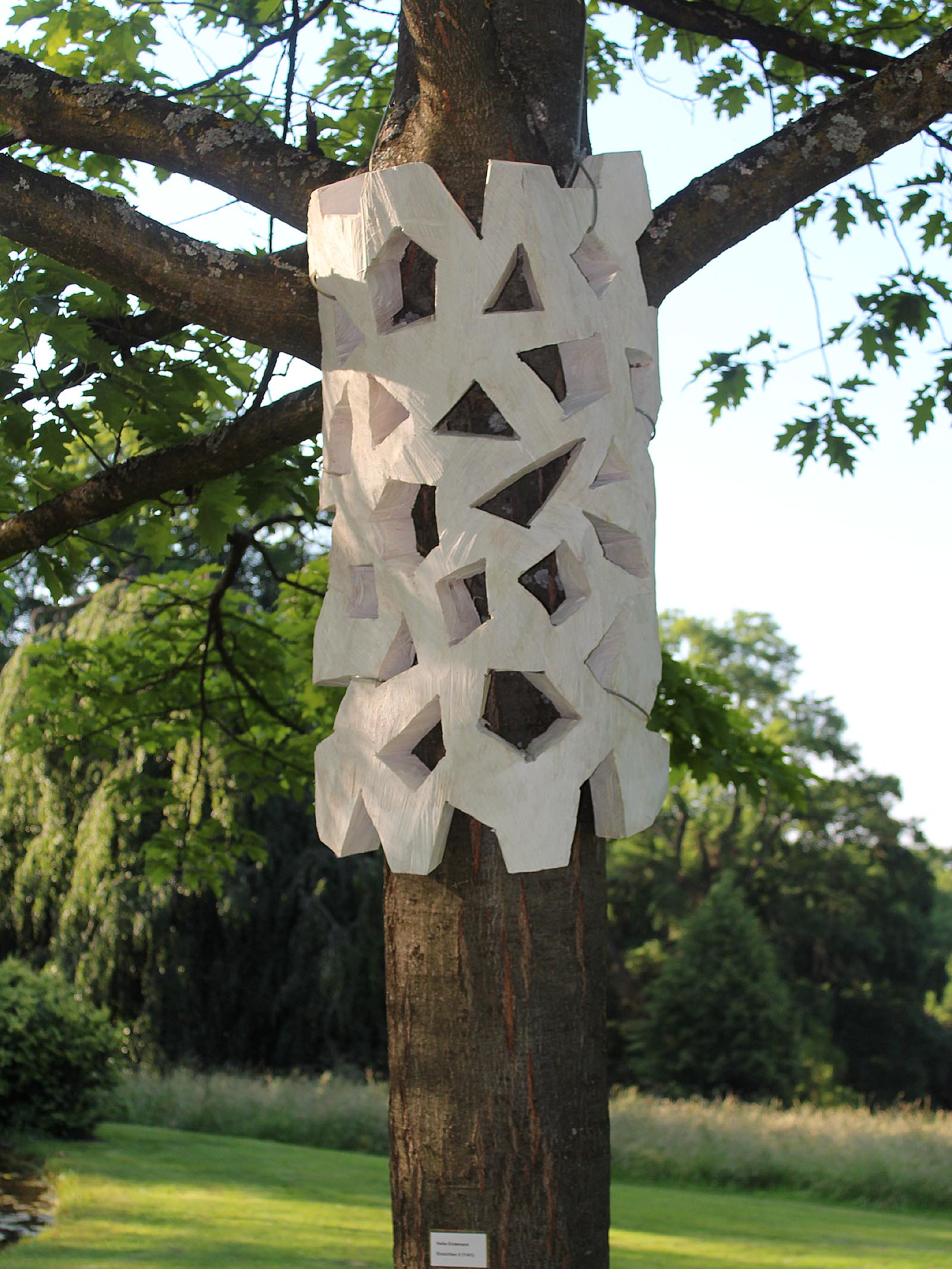
Heike Endemann, Einsichten. Hemmingen 2013

- Sindelfingen. Poetischer Ort, 2015[6][7]
- Landratsamt Konstanz, Kunststiftung Landkreis Konstanz
- Breisach. Skulptur für das Blaue Haus, 2013
- Hemmingen. Symposiumsbeitrag 2013
- Bernheim Arboretum, Kentucky, USA, 2011, 2013
- Gemeinde Hemmingen. Schlosspark, 2013
- Horb am Neckar. Symposiumsbeitrag, 2011
- Kloster Andechs. Symposiumsbeitrag, 2012

## Ausstellungen

### Einzelausstellungen (Auswahl)
- 2008: Stiftung für Konkrete Kunst, Freiburg i. Br., Deutschland[8]
- 2009: Galerie Meier, Berlin, Deutschland (mit Malerei von Christian Heinrich)
- 2009: Galerie Meier, Freiburg i. Br., Deutschland
- 2010: Atelierhaus Sindelfingen, Deutschland
- 2011: Bernheim Arboretum, Clermont, KY, USA
- 2011: depot.K, Freiburg i. Br., Deutschland
- 2012: Villa Bosch, Radolfzell, Deutschland (mit Malerei von Bert Jäger)[9]
- 2014: Radbrunnenturm, Breisach, Deutschland
- 2014: Landratsamt Konstanz, Deutschland
- 2014: Götzenburg und Rotes Schloss, Jagsthausen, Deutschland (mit Claudia Dietz)
- 2015: Kunstmuseum Gelsenkirchen / Kunstverein Gelsenkirchen, Deutschland[10]
- 2016: Kunsthalle Neuwerk, Konstanz, Deutschland (mit Franzis von Stechow)[11]
- 2016: Galerie im Tor, Emmendingen, Deutschland (mit Ari Nahor)[12]
- 2017: Denzlinger Kulturkreis, Denzlingen, Deutschland (mit Ch. Frey)[13]
- 2017: Kunstkontor Dr. Doris Möllers, Münster, Deutschland[14]
- 2017: Kunstverein Heidenheim, Heidenheim an der Brenz, Deutschland (mit Sabine Krusche)[15]
- 2018: Gnädinger Gärten, Radolfzell am Bodensee, Deutschland[16]
- 2018: Galerie Wendelinskapelle, Marbach am Neckar, Deutschland (mit U. Ewelt)[17]
- 2019: Galerie Meier, Freiburg im Breisgau, Deutschland (mit M. Geugelin)[18]
- 2019: Kunstverein Oberer Neckar, Horb am Neckar, Deutschland[19]

### Gruppenausstellungen (Auswahl)

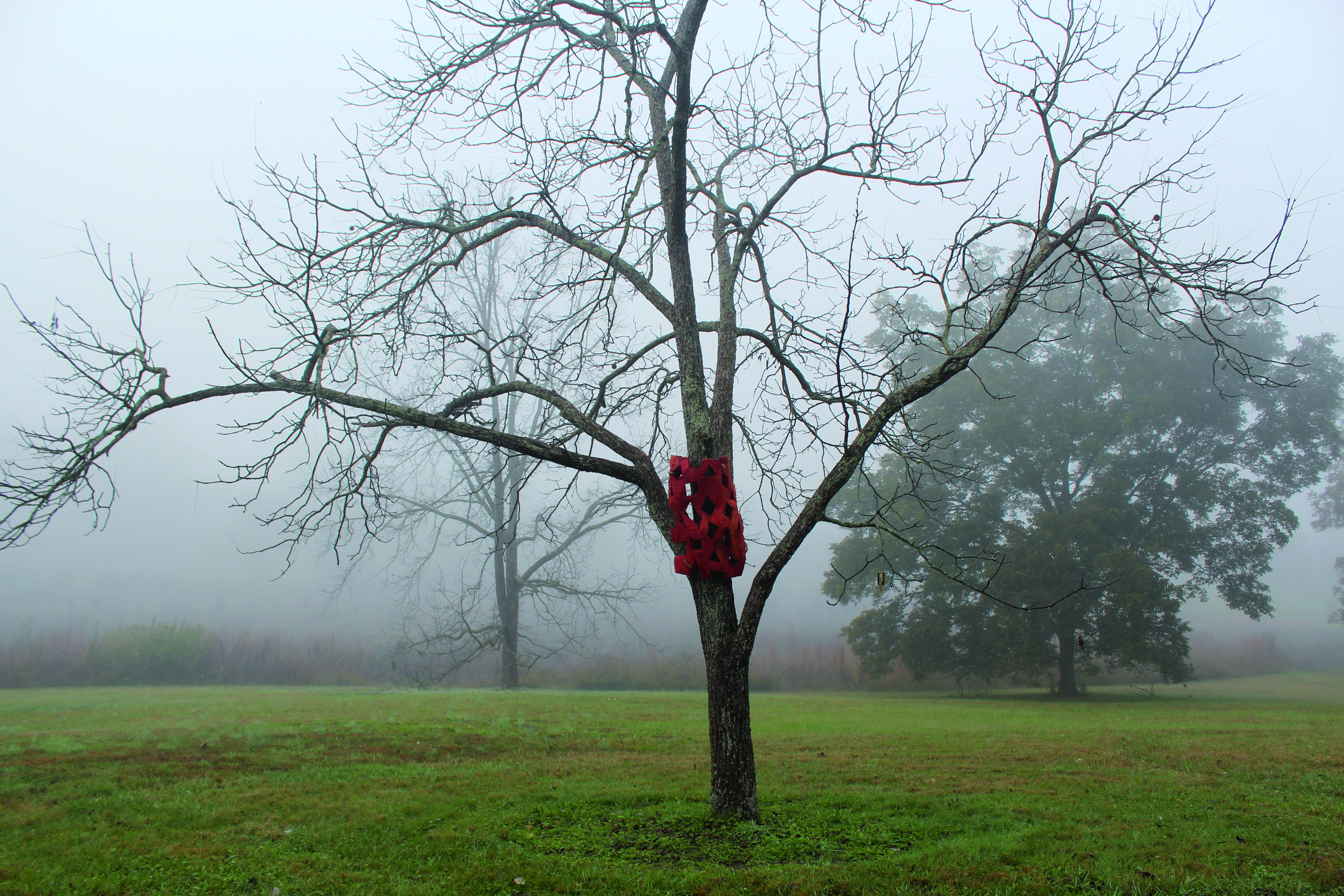
Heike Endemann, Crawling, Red. Installed at Bernheim Arboretum, Clermont, Kentucky, USA

- 2008: art Bodensee, mit Galerie Kunstkontor. Dornbirn, Österreich
- 2008: art Karlsruhe, mit Galerie Kunstkontor. Karlsruhe, Deutschland
- 2009: Galerie Roland Aphold, Allschwil/Basel, Schweiz
- 2009: Wilhelm Lehmbruck Museum: Ausstellung der IG Duisburger Künstler, Duisburg, Deutschland
- 2011: Diverse, diverse. X-huset, Kristiansand, Norwegen
- 2011: bambutopia. Skulpturenausstellung in Schallstadt (bei Freiburg), Deutschland
- 2011: Form im Raum / Bund freischaffender Bildhauer BW, Landratsamt Ludwigsburg, Deutschland[20]
- 2012: Zwiegespräche. Sommerausstellung, Künstlerhaus Karlsruhe, Deutschland
- 2012: Wir zeigen’s Euch. Jubiläumsausstellung 40 Jahre Bund freischaffender Bildhauer BW, Karlsruhe, Deutschland[21][22]
- 2012: VOL. 1. Bild Skulptur Objekt. Villa Bosch, Radolfzell, Deutschland[23]
- 2013: 27. Große Kunstausstellung,[24] Hilzingen, Deutschland
- 2013: Skulpturensommer. Galerie Meier, Freiburg i. Br., Deutschland
- 2013: Skulpturensommer in Niederrimsingen / Birkenmeier / Galerie ARTon,[25][26] Niederrimsingen, Deutschland
- 2014: Kunst auf der Liegewiese. Kunst im Faulerbad, Freiburg i. Br., Deutschland
- 2014: Fresh Air: Art from the Bernheim Arboretum and Research Forest. Cincinnati, OH, USA
- 2014: Plastische Perspektiven. Werkschau, Kunst:Projekt Nidda. Bad Salzhausen, Deutschland
- 2014: Artebella Invitational. PUBLIC Gallery, Louisville, KY, USA
- 2014: Nackte Form. BfB-Jahresausstellung. Regierungspräsidium Karlsruhe, Deutschland[27]
- 2014: Versunkene Vergangenheit.[28] Seepark Allensbach, Deutschland
- 2014: 18. Experimentelle. Schloss Randegg, Randegg, Deutschland
- 2014: Hortus conclusus. Moos (am Bodensee), Deutschland[29]
- 2015: Skulpturen im Sommer. Galerie Meier, Freiburg i. Br.
- 2015: Schlosspark Köln-Stammheim, Köln, Deutschland
- 2015: Einsichten. BfB-Ausstellung. Städtische Galerie Kirchheim/Teck, Deutschland[30]
- 2015: Hommage à Karlsruhe. BfB-Jahresausstellung. Regierungspräsidium Karlsruhe, Deutschland[31]
- 2015: Dialog im Raum – Skulpturen aus Baden-Württemberg. BfB-Ausstellung. Landratsamt Aalen, Deutschland[32]
- 2016: Schlosspark Köln-Stammheim, Köln, Deutschland
- 2016: Bund freischaffender Bildhauer Baden-Württemberg. BfB-Jahresausstellung. Regierungspräsidium Karlsruhe, Deutschland[33]
- 2017: Culture Night. Cill Rialaig, Ballingskelligs, Irland[34]
- 2017: Plastische Perspektiven. Werkschau, Kunst:Projekt Nidda. Bad Salzhausen, Deutschland[35][36]
- 2017: Körper – Raum – Entgrenzung. Diözesanmuseum Rottenburg am Neckar, Deutschland[37]
- 2017: BrückenBilden. Seepark Allensbach, Deutschland[38]
- 2018: Kleine Objekte. Depot K. Künstlerinnen der GEDOK stellen aus. Freiburg i. Br.[39], Deutschland
- 2018: 20. Experimentelle. Kulturzentrum Sternen, Thayngen, Schweiz[40]
- 2018: Kunst und Leidenschaft – 50 Jahre Kunstverein Gelsenkirchen Kunstmuseum Gelsenkirchen, Gelsenkirchen, Deutschland[41]
- 2018: Summe der Teile. Kunstbezirk Galerie im Gustav-Siegle-Haus Stuttgart, Deutschland[42]
- 2018: BBK Südbaden, Mitgliederausstellung, Freiburg i. Br.[43]
- 2019: Affen allerlei. Galerie Kunstgrenze, Konstanz, Deutschland[44]
- 2019: Urbacher Skulpturenachse, Urbach, Deutschland[45]
- 2019: Familientreffen. Galerie Wendelinskapelle, Marbach am Neckar, Deutschland
- 2019: THE VIEW. Sommerausstellung. Salenstein, Schweiz[46]
- 2019: Sommerausstellung. Galerie Meier, Freiburg i. Br., Deutschland
- 2019: Lust am Detail. Kreishaus Ludwigsburg, Deutschland[47]
- 2019: „THE VIEW Collection“ @Kunst- und Gewerbeverein Regensburg, Regensburg, Deutschland[48]
- 2019: Schlosspark Köln-Stammheim, Köln, Deutschland
- 2019: Lust am Detail. Regierungspräsidium Karlsruhe, Deutschland[49]
- 2019: Sculpture by the Sea. Cottesloe bei Perth, Australien[50]
- 2020: Mein Horizont. Galerie Kunstgrenze, Konstanz, Deutschland[51]
- 2020: mianki & friends. mianki.Gallery, Berlin, Deutschland[52]
- 2020: #formfollowers. Bund freischaffender Bildhauer*innen Baden-Württemberg. Graf-Zeppelin-Haus, Friedrichshafen, Deutschland[53]
- 2021: Distanz und Nähe. Kunstbezirk Stuttgart, Stuttgart, Deutschland[54]
- 2022: Druckkunst. T66, Freiburg im Breisgau, Deutschland[55]
- 2022: Wiedersehen.[56] Radolfzell am Bodensee, Deutschland
- 2022: 21. Experimentelle. Schloss Ulmerfeld, Amstetten, Österreich[57]
- 2022/2023/2024: „Skulpturenpfad“. Waldfriedhof, Radolfzell am Bodensee, Deutschland[58]
- 2023: Skulptur! 50 Jahre Bund freischaffender Bildhauer*innen Baden-Württemberg. Regierungspräsidium Karlsruhe, Deutschland[59]
- 2023: Kontaktzone. Galerie im Gustav-Siegle-Haus, Stuttgart, Deutschland[60]
- 2023: 50 Jahre BBK. Regierungspräsidium Karlsruhe, Deutschland[61]
- 2023: Skulptur! 50 Jahre Bund freischaffender Bildhauer*innen Baden-Württemberg. Vertretung des Landes Baden-Württemberg, Brüssel, Belgien[62]
- 2024: Leih mich aus! Artothek-Ausstellung. Villa Bosch, Radolfzell, Deutschland[63]
- 2024: 22. Experimentelle. Schloss Randegg, Gottmadingen[64]
- 2024: Skulpturenforum. Amriswil, Schweiz.[65]

## Bildhauersymposien (Auswahl)
- 2022: 4. Radolfzeller Bildhauersymposium[66], Radolfzell, Deutschland
- 2021: Eberdinger Skulpturensymposium[67], Eberdingen, Deutschland
- 2019: 3. Radolfzeller Bildhauersymposium[68], Radolfzell, Deutschland
- 2019: Urbacher Bildhauersymposium[69], Urbach, Deutschland
- 2017: 2. Radolfzeller Bildhauersymposium, Radolfzell, Deutschland[70]
- 2016: Bildhauersymposium Marbach am Neckar, Deutschland[71]
- 2015: 1. Radolfzeller Bildhauersymposium, Radolfzell, Deutschland[72]
- 2013: 1. Hemminger Bildhauersymposium, Deutschland[73]
- 2012: 10. Internationales Bildhauersymposium, Kloster Andechs, Deutschland
- 2011: 2. Internationales Bildhauersymposium Horb am Neckar, Deutschland[74]
- 2005: Holzbildhauersymposium Felsenau, Schweiz
- 2004: HolzArt VIII, Kronach, Deutschland
- 2003: 2. Internationales Bildhauersymposium, Kloster Andechs, Deutschland

## Belege
1. ↑  https://www.khmessen.no/artists-in-2019/
2. ↑  Daniel A. Kissling: Imagination féconde en exposition. In: Courrier Neuchatelois. 9. November 2005.
3. ↑  Juha-Matti Junkkari: Heike käyttää moottorisahaa kuin sivellintä. In: Vaarojen Sanomat. 3. Februar 2004. (finnisch)
4. ↑  Anna-Leena Pankäläinen: Puu taipuu moneen muotoon. In: Puumies. 6/2005. (finnisch)
5. ↑  Frankfort State Journal
6. ↑  http://www.szbz.de/nachrichten/artikel/detail/raetsel-aus-magie-und-wissenschaft-9-7-2015/ In: Sindelfinger Zeitung. / Böblinger Zeitung.
7. ↑  kulturamstift.blogspot.de
8. ↑  Stefan Tolksdorf: Wo Geometrie wie Natur aussieht. In: Badische Zeitung. 6. Juni 2008.
9. ↑  Andreas Gabelmann: Freie Geste und strenge Form. In: Südkurier. 11. Oktober 2012.
10. ↑  Anne Bolsmann: Kunst am Baum mit Durchblick. In: Westdeutsche Allgemeine Zeitung. Funke Mediengruppe, 19. Juni 2015, abgerufen am 1. Mai 2025.
11. ↑  Joachim Schwitzler: Die Würde der Einzelnen. In: Südkurier. 24. November 2016.
12. ↑  Badische Zeitung
13. ↑  M. Zimmermann: "Wo Tusche und Kettensäge ihre Spuren hinterlassen". Badische Zeitung, 23. Oktober 2017.
14. ↑  Saatchi Gallery Guide  (Seite nicht mehr abrufbar, festgestellt im Juni 2025. Suche in Webarchiven)  Info: Der Link wurde automatisch als defekt markiert. Bitte prüfe den Link gemäß Anleitung und entferne dann diesen Hinweis.
15. ↑  M. Allendörfer: "Jedes Stück ist einmalig". Heidenheim Zeitung, 7. April 2017.
16. ↑  D. Burger: "Bildhauerin Heike Endemann stellt in den Gnädinger Gärten in Böhringen aus" Südkurier,  19. Juli 2018.
17. ↑  FOCUS NWMI-OFF/Stadt Marbach am Neckar: Stadt Marbach am Neckar: Ausstellungen. In: Focus Online. 26. Januar 2018, abgerufen am 14. Oktober 2018.
18. ↑  Kunst in Freiburg
19. ↑  P. Morlock: "Richtig bunt und aus einem ganz besonderen Holz geschnitzt" Schwarzwälder Bote,  19. Februar 2019.
20. ↑  Bund freischaffender Künstler Baden-Württemberg: Ausstellungshinweis
21. ↑  Yst: Vielfalt der Formen und Muster. In: Die Rheinpfalz 12. Juni 2012.
22. ↑  Friedemann Dupelius: Rückkehr zu den eigenen Wurzeln. In: Badische Neueste Nachrichten 6. Juni 2012.
23. ↑  Material in eigener Sprache. (Autor: Suzanne Glocker). Südkurier, 3. Februar 2012.
24. ↑  kunstverein-hilzingen.de
25. ↑  Galerie ARTon
26. ↑  Susanne Bremer: Skulpturen aus dem Werkstoff Beton. Hrsg.: Badische Zeitung. Freiburg 6. August 2013.
27. ↑  Ute Bauermeister: Facetten der Vielschichtigkeit. In: Badische Neueste Nachrichten 27. Mai 2014.
28. ↑  allensbachs-wege.de
29. ↑  Torsten Lucht: Sechs Künstler mit Vorschlägen zur Grenzüberwindung. Rezension. In: Südkurier. 21. August 2014.
30. ↑  Bund freischaffender Künstler Baden-Württemberg: Ausstellungshinweis
31. ↑  Bund freischaffender Künstler Baden-Württemberg: Ausstellungshinweis
32. ↑  Bund freischaffender Künstler Baden-Württemberg: Ausstellungshinweis
33. ↑  Regierungspräsidium: Unterschiedlichste Materialien und Stile. In: Badische Neueste Nachrichten-Der Kurier. 8. April 2014.
34. ↑  Cill Rialaig: One night only. In: Cill Rialaig. Cill Rialaig, abgerufen am 15. März 2021 (englisch).
35. ↑  kunst-projekte.de
36. ↑  K.D. Willers: "Crawling red und Crawling white" in Bad Salzhausen", Gießener Zeitung, 28. August 2017.
37. ↑  Archivierte Kopie (Memento des Originals vom 18. August 2017 im Internet Archive)  Info: Der Archivlink wurde automatisch eingesetzt und noch nicht geprüft. Bitte prüfe Original- und Archivlink gemäß Anleitung und entferne dann diesen Hinweis.
38. ↑  Thomas Zoch: Künstler werden zu Brückenbauern. In:  Südkurier. 29. März 2017.
39. ↑  Archivierte Kopie (Memento des Originals vom 1. September 2018 im Internet Archive)  Info: Der Archivlink wurde automatisch eingesetzt und noch nicht geprüft. Bitte prüfe Original- und Archivlink gemäß Anleitung und entferne dann diesen Hinweis.
40. ↑  Oliver Fiedler: Thaynger Experimentelle startet. Hrsg.: Wochenblatt. Wochenblatt, Singen 20. Juli 2018.
41. ↑  http://www.kunstverein-gelsenkirchen.de/pages/ausstellungen.htm
42. ↑  Bund freischaffender Künstler Baden-Württemberg: Ausstellungshinweis
43. ↑  [http:www-bbk-suedbaden.de]
44. ↑  Joachim Schwitzler: So ein Affentheater In: Südkurier 5. November 2019.
45. ↑   (Seite nicht mehr abrufbar, festgestellt im Juni 2025. Suche in Webarchiven)  Info: Der Link wurde automatisch als defekt markiert. Bitte prüfe den Link gemäß Anleitung und entferne dann diesen Hinweis.
46. ↑  Harry Schmidt: Weiche Körper und klare Kanten. In: Ludwigsburger Kreiszeitung. 19. Juli 2019.
47. ↑  BNN: Lust am Detail im Regierungspräsidium In: Badische Neueste Nachrichten. 25. Mai 2019.
48. ↑  Sculpture by the Sea
49. ↑  Helmut Voith: Von der Vielfalt aktueller Bildhauerkunst. In: Schwäbische Zeitung 7. März 2020.
50. ↑  KUNSTPORTAL BADEN-WÜRTTEMBERG: Distanz und Nähe. In: KUNSTPORTAL BADEN-WÜRTTEMBERG. kunstportal-bw, 6. Mai 2021, abgerufen am 10. November 2021.
51. ↑  Archivierte Kopie (Memento des Originals vom 3. Juli 2022 im Internet Archive)  Info: Der Archivlink wurde automatisch eingesetzt und noch nicht geprüft. Bitte prüfe Original- und Archivlink gemäß Anleitung und entferne dann diesen Hinweis.
52. ↑  Doris Burger: Ein Friedhof als Freiluftgalerie der Erinnerung. Hrsg.: Stuttgarter Zeitung. 21. Juli 2022.
53. ↑  SAB: Skulptur. In: INKA Stadtmagazin Karlsruhe. INKA Verlag, Karlsruhe, 19. Februar 2023, abgerufen am 10. November 2023.
54. ↑  https://www.kunstbezirk-stuttgart.de/ausstellungsarchiv-seit-2021/
55. ↑  Chris Gerbing: Eine Schau der Superlative. Hrsg.: Badische Neuste Nachrichten. 23. Juli 2023.
56. ↑  https://www.kunstportal-bw.de/2023/08/22/skulptur-50-jahre-bund-freischaffender-bildhauerinnen-baden-wuerttemberg/
57. ↑  https://www.wochenblatt.net/radolfzell/c-nachrichten/fliessig-schon-kunst-mitgenommen-aus-der-neuen-artothek_a123743
58. ↑  Gudrun Trautmann: Was ist kafkaesk? Zur 22. Experimentelle soll diese Frage international geklärt werden. Südkurier, 07.06.2024
59. ↑  Doris Burger: Skulpturenforum im Villa Garten in Amriswil. Hrsg.: ThurgauKultur. 10. September 2024./
60. ↑  Gerald Jarausch: Bildhauersymposium: Besucher gehen auf Tuchfühlung mit den neuen Skulpturen im Mettnaupark. In: Südkurier (Hrsg.): Südkurier. Südkurier, Konstanz 17. Mai 2022.
61. ↑  "Beeindruckende Kunst und sportliche Zeitvorgabe" In: "Vaihinger Kreiszeitung." 20. September 2021
62. ↑  Petra Reichle: Musik in verschiedenen Formen. Hrsg.: Südkurier. Südkurier, 19. Mai 2019.
63. ↑  Heike Potthoff: Bildhauer im Ort. Hrsg.: Schwäbische Post. Schwäbische Post, 9. September 2019.
64. ↑  Gerald Jarausch: Großes Interesse an Freiluft-Kunstwerken im Mettnaupark. In: Südkurier. 21. Mai 2017.
65. ↑  "Bildhauer auf dem Marbacher Burgplatz. In: "Bietigheimer Zeitung." 20. Juni 2016.
66. ↑  Gerald Jarausch: Bildhauer lassen sich über die Schulter schauen. In: Südkurier. 16. April 2015.
67. ↑  Gemeinde Hemmingen: Bericht zum Bildhauersymposium
68. ↑  Christoph Schülke: Blaue Kissen und rosa Neckarwellen. In: Horber Zeitung. 8. Juni 2011.

| Personendaten    | Personendaten        |
| ---------------- | -------------------- |
| NAME             | Endemann, Heike      |
| KURZBESCHREIBUNG | deutsche Bildhauerin |
| GEBURTSDATUM     | 1962                 |
| GEBURTSORT       | Duisburg             |